# Horungen
Horungen (engelska: Bastard Out of Carolina) är en amerikansk långfilm från 1996 i regi av Anjelica Huston, med Jennifer Jason Leigh, Ron Eldard, Glenne Headly och Lyle Lovett i rollerna.

## Rollista
| Jennifer Jason Leigh | – Anney Boatwright            |
| Ron Eldard           | – Glen Waddell                |
| Glenne Headly        | – Aunt Ruth                   |
| Lyle Lovett          | – Wade                        |
| Jena Malone          | – Ruth Anne 'Bone' Boatwright |
| Dermot Mulroney      | – Lyle Parsons                |
| Christina Ricci      | – Dee Dee                     |
| Michael Rooker       | – Uncle Earle                 |
| Diana Scarwid        | – Aunt Raylene                |
| Susan Traylor        | – Alma                        |
| Grace Zabriskie      | – Granny                      |